# 乡下人的悲歌 (电影)
是2020年美国剧情片，由朗·霍华德执导，瓦内莎·泰勒编剧，改编自JD·萬斯2016年出版的同名回忆录。演员阵容包括艾美·亞當斯、格伦·克洛斯、加布里埃尔·巴索、海莉·班奈特、芙蕾达·平托、博·霍金斯和欧文·卡彭特。影片讲述了耶鲁法学院学生J·D因家庭遭遇重大变故返乡的经历。
Imagine Entertainment2017年买下万斯著作的版权后，宣布霍华德担纲影片导演。2019年1月，Netflix买下影片发行权，演出阵容同年4月公布，摄制工作于6月到8月在乔治亚州和俄亥俄州展开。
影片于2020年11月11日在美国指定剧院上映，11月24日上线Netflix。影片口碑较差，其中剧本和导演遭到猛烈批评，获得金酸莓獎最差导演、最差剧本和最差女配角三项提名。但另一方面，部分演员的表现获得认可，其中克洛斯获奥斯卡最佳女配角奖、金球獎最佳電影女配角和美国演员工会奖最佳女配角提名，亚当斯获美国演员工会奖最佳女主角提名。影片还获得奥斯卡最佳化妆与发型设计奖和英国电影学院奖最佳化妆发型提名。

## 剧情
1997年，肯塔基州杰克逊，年少的J·D跟着外公外婆和妈妈“阿贝”去探亲，回俄亥俄州的家。
14年后，J·D成了名校耶鲁大学的学生，但打了三份工帮补学费。女友乌莎取得暑假在华盛顿实习的机会，他希望自己也能去那边实习，于是抱着这样的希望参加社交晚宴。突然，他收到姐姐林赛的电话，说母亲吸食海洛因过量，住了院。然而姐姐已经身心交瘁，不仅抚养三个孩子，还要外出打工，无暇处理母亲的事情。她让J·D回家帮忙，可J·D眼下要在耶鲁大学准备参加面试，也不知如何是好。
J·D回想起年少时经常和脾气暴躁的母亲起冲突。那时他是乔·蒙塔纳的球迷，喜欢收集他的卡片。母亲阿贝开车载他去买，路上说全家要搬进男友住，但J·D不高兴，和阿贝吵了起来。怒火中烧的阿贝突然开起快车，想要撞车，停车之后又痛揍J·D一顿。J·D逃离车子，闯进民宅打电话报警，让警察来抓阿贝。
回到2011年，J·D开车回俄亥俄州。1997年，外公外婆接走J·D。警察录口供问母亲为什么打他，他撒谎说是自己的错，警察便放两人走。回到现在，J·D来到医院看望母亲，此时母亲正在朝护士大吼大叫。由于没有医疗保险，J·D需要出院。J·D接到电话，得知明天早上有一场面试。
1997年，外公去世，一家人出席葬礼。阿贝那时是护士，有偷拿药自己服用的癖好，因此遭到解雇，而父亲去世也让她情绪失控。2011年，J·D和林赛将阿贝送进戒毒所，J·D想起阿贝之前也进去过，但没有效果。J·D交了钱，但阿贝坚决不想进去。
1997年，J·D、林赛搬到阿贝新老板肯的家住，肯那时是阿贝的新丈夫。阿贝不想戒毒。J·D的外婆因为肺炎晕倒，被送进医院。J·D和同母异父的兄弟特拉维斯及他的朋友一起去搞破坏，结果撞了一辆车。2011年，男友扔掉阿贝公寓的东西。1997年，外婆把J·D接到家里，帮他摆脱麻烦，让他在学校取得好成绩。
J·D长大后加入美国海军陆战队。外婆去世后，他回到家里送葬。最终他凭借《美國軍人權利法案》上了大学。2011年，J·D将母亲带到汽车旅馆的房间，给她弄了一点吃的，便开车回耶鲁准备面试。

## 阵容
- 艾美·亞當斯 饰 贝弗莉·“阿贝”·万斯（Beverly "Bev" Vance），J·D母亲、玛摩女儿
  - 蒂尔妮·史密斯（Tierney Smith）饰 年轻的阿贝
- 格伦·克洛斯 饰 邦妮·“玛摩”·万斯（Bonnie "Mamaw" Vance），J·D外婆、阿贝母亲
  - 桑妮·馬布里 饰 年轻的邦妮
- 加布里埃尔·巴索 饰 詹姆斯·大衛·凡斯（J. D. Vance），阿贝儿子、玛摩外孙
  - 欧文·卡彭特（Owen Carpenter） 饰 年轻的J·D
- 海莉·班奈特 饰 林赛·万斯（Lindsay Vance），J·D姐姐，阿贝女儿，玛摩外孙女
- 芙蕾达·平托 饰 乌莎（Usha）
- 博·霍金斯（英语：Bo Hopkins） 饰 万斯外公

## 制作
Imagine Entertainment2017年4月买下回忆录改编权，朗·霍华德出任导演。2018年2月，瓦内莎·泰勒出任编剧，负责剧本改编。同年3月，朗·霍华德在俄亥俄州佩里縣康宁村选景。同年10月至次年3月，霍华德在米德尔敦选景。
2019年1月，Netflix以4500万美元的高价拿下影片发行权。同年4月，格伦·克洛斯、艾美·亞當斯、加布里埃尔·巴索和海莉·班奈特加入剧组。6月，芙蕾达·平托、博·霍金斯和欧文·卡彭特（Owen Carpenter）加盟。
主体摄影于2019年6月12日在亚特兰大启动，8月8日结束，为期43天。取景地包括原著中的俄亥俄州米德尔敦，但大部分场景在乔治亚州的亚特兰大、克莱顿和梅肯取景，期间暂定名“IVAN”。漢斯·季默和大卫·弗莱明担任配乐。
2020年1月，影片进入后期制作阶段。

## 发行
2020年11月11日，影片于美国部分剧院上映，11月24日上线Netflix。
上线首日，影片成为Netflix观看人数最多的作品，上映周首末位列观看榜第三，次周末跌落第八。

## 评价

### 专业评价
尽管影片口碑较差，部分演员的表现还是获得了肯定。汇总媒体烂番茄录得245条评论，拿下26%的腐烂度，平均得分4.60/10。网站共识写道：“《乡下人的悲歌》在采用了有希望在颁奖季获奖的格式，但内核是平淡无奇的情节剧，这让几位非常优秀演员在不那么深的南部犯了难。”Metacritic收录43条评论，平均得分38/100，即“普遍差评”。
《独立报》分析，影片之所以遭遇广泛批评，是因为“延续了对贫困群体的刻板印象”。《影音俱乐部》的凯蒂·瑞夫（Katie Rife）认为影片是“自成一派的穷苦影像”，意在“放大强化一些刻板印象”。
《综艺》的欧文·格里伯曼表示，“只要克洛斯的表演能获得如潮好评（她的表演实际上也是相当细腻），《乡下人的悲歌》就永远不会过时。艾米·亚当斯贡献了一些教科书级别的表演，但也正因为她的演技太过于娴熟，我们无法用怜悯和恐惧的态度去看待阿贝这个角色”。IndieWire的大卫·埃尔利希（David Ehrlich）给出“C–”的评价，认为影片“围绕着玛摩的愿望展开，也就是脱离亲人总比寻亲好。万斯的故事很明显在影片开头就已经完满结束，因为他的愿望已经实现。而且影片讲述他逐渐走出阴霾，重燃步向成功的这个过程，让人感到非常失望，有点社交病的意味。”
《早安美国》的彼得·崔維斯认为影片“错失良机”，不过克洛斯的表演“非常出色”。他表示：“《乡下人的悲歌》不想落入好莱坞的范式，过分强调简约，让它不仅仅错失了机会。”《雪梨晨鋒報》的桑德拉·霍尔（Sandra Hall）赞赏霍华德的“高端商业片制作品牌”，认为他邀请克洛斯出演，让她用丰富的想象力和演技，向我们展示她的全副才能，理应受到表扬。《芝加哥太阳报》的理查德·罗珀给出4星满分评价，赞扬亚当斯和克洛斯的“出色表现”，认为亚当斯“了不起”，克洛斯“表演精湛、控制全场、表现出色”。
Film Companion的拉胡尔·德赛（Rahul Desai）认为影片“厚颜无耻地蹭了奥斯卡的热度”。从朗·霍华德最近大部分作品来看，他有把“烂片拍好的能力”。

### 奖项
| 年份 | 大奖                       | 奖项                 | 获得者 | 结果 |
| ---- | -------------------------- | -------------------- | --- | ---- |
| 2020 | 旧金山国际电影节           | 表演奖               | 格伦·克洛斯 | 獲獎 |
| 2020 | 日落影评人圈奖             | 最佳女演员           | 格伦·克洛斯 | 亚军 |
| 2020 | 日落影评人圈奖             | 最佳女配角           | 艾美·亞當斯 | 亚军 |
| 2020 | 日落影评人圈奖             | 最佳群戏             | 《乡下人的悲歌》 | 亚军 |
| 2021 | 美国退休人员协会成人电影奖 | 最佳女配角           | 格伦·克洛斯 | 提名 |
| 2021 | 美国退休人员协会成人电影奖 | 最佳跨时代电影       | 《乡下人的悲歌》 | 提名 |
| 2021 | 奥斯卡金像奖               | 最佳女配角           | 格伦·克洛斯 | 提名 |
| 2021 | 奥斯卡金像奖               | 最佳化妆与发型设计   | 艾琳·克鲁格·梅卡什（Eryn Krueger Mekash）、帕特里夏·德哈尼（Patricia Dehaney）和马修·蒙格（Matthew Mungle）                                                      | 提名 |
| 2021 | 英国电影学院奖             | 最佳化妆发型         | 艾琳·克鲁格·梅卡什、帕特里夏·德哈尼和马修·蒙格 | 提名 |
| 2021 | 美国选角工会               | 最佳大制片剧情片选角 | 卡门·古巴（Carmen Cuba）、塔拉·费尔德斯坦·本内特（Tara Feldstein Bennett）、蔡斯·巴黎（Chase Pris）、D·林恩·迈耶斯（D.Lynn Meyers）和朱迪思·桑加（Judith Sunga） | 提名 |
| 2021 | 评论家选择电影奖           | 最佳女配角           | 格伦·克洛斯 | 提名 |
| 2021 | 评论家选择电影奖           | 最佳化妝與髮型設計   | 艾琳·克鲁格·梅卡什、帕特里夏·德哈尼和马修·蒙格 | 提名 |
| 2021 | 底特律影评人协会奖         | 最佳女配角           | 格伦·克洛斯 | 提名 |
| 2021 | 金德比奖                   | 最佳女演员           | 格伦·克洛斯 | 提名 |
| 2021 | 金德比奖                   | 最佳化妆发型         | 艾琳·克鲁格·梅卡什、帕特里夏·德哈尼和马修·蒙格 | 提名 |
| 2021 | 金球奖                     | 最佳電影女配角       | 格伦·克洛斯 | 提名 |
| 2021 | 金酸莓奖                   | 最差导演             | 朗·侯活 | 提名 |
| 2021 | 金酸莓奖                   | 最差女配角           | 格伦·克洛斯 | 提名 |
| 2021 | 金酸莓奖                   | 最差剧本             | 瓦内莎·泰勒 | 提名 |
| 2021 | 好莱坞影评人协会奖         | 最佳女配角           | 格伦·克洛斯 | 提名 |
| 2021 | 好莱坞影评人协会奖         | 最佳化妆发型         | 艾琳·克鲁格·梅卡什、帕特里夏·德哈尼和马修·蒙格 | 提名 |
| 2021 | 音乐城影评人协会奖         | 最佳女配角           | 格伦·克洛斯 | 提名 |
| 2021 | 内华达影评人协会奖         | 最佳女配角           | 格伦·克洛斯 | 獲獎 |
| 2021 | 美国演员工会奖             | 最佳女主角           | 艾米·亚当斯 | 提名 |
| 2021 | 美国演员工会奖             | 最佳女配角           | 格伦·克洛斯 | 提名 |